# Windsorská smlouva
Windsorská smlouva byla uzavřena roku 1175 ve Windsoru mezi anglickým králem Jindřichem II. a Rory O'Connorem, králem Irska. Podle této smlouvy měl Rory uplatňovat svou autoritu ve zbývají části Irska dosud nedobyté anglickým králem, bude-li každoročně odvádět Jindřichovi stanovenou daň.